# REKO
REKO Danmark Aps er et dansk privatejet redningskorps, der hører hjemme i Kolind på Djursland. REKO blev grundlagt i Kolind i 1964 af Ove Dalby, og 1. februar 1965 overtaget af Svend Aage Jensen, hvis hustru og tre sønner i dag (pr. 2005) ejer REKO.
Siden 1. juni 1997 har REKO sammen med Falck indgået i ambulanceberedskabet i det tidligere Århus Amt og korpset er vagtcentral for brandberedskabet i de tidligere Midtdjurs, Nørre Djurs og Grenaa kommuner. Der er 15 ansatte i virksomheden (pr. 2005).
REKO's ambulancer disponeres af Falcks vagtcentral på lige fod med Falcks egne ambulancer i Region Midtjylland. Derfor kan det lille redningskorps' ambulancer komme i indsats andre steder, hvis det vurderes hensigtsmæssigt. Autohjælpsdelen udføres som et franchise under Dansk Autohjælp.